# Ugolino de’ Rossi (Condottiere)

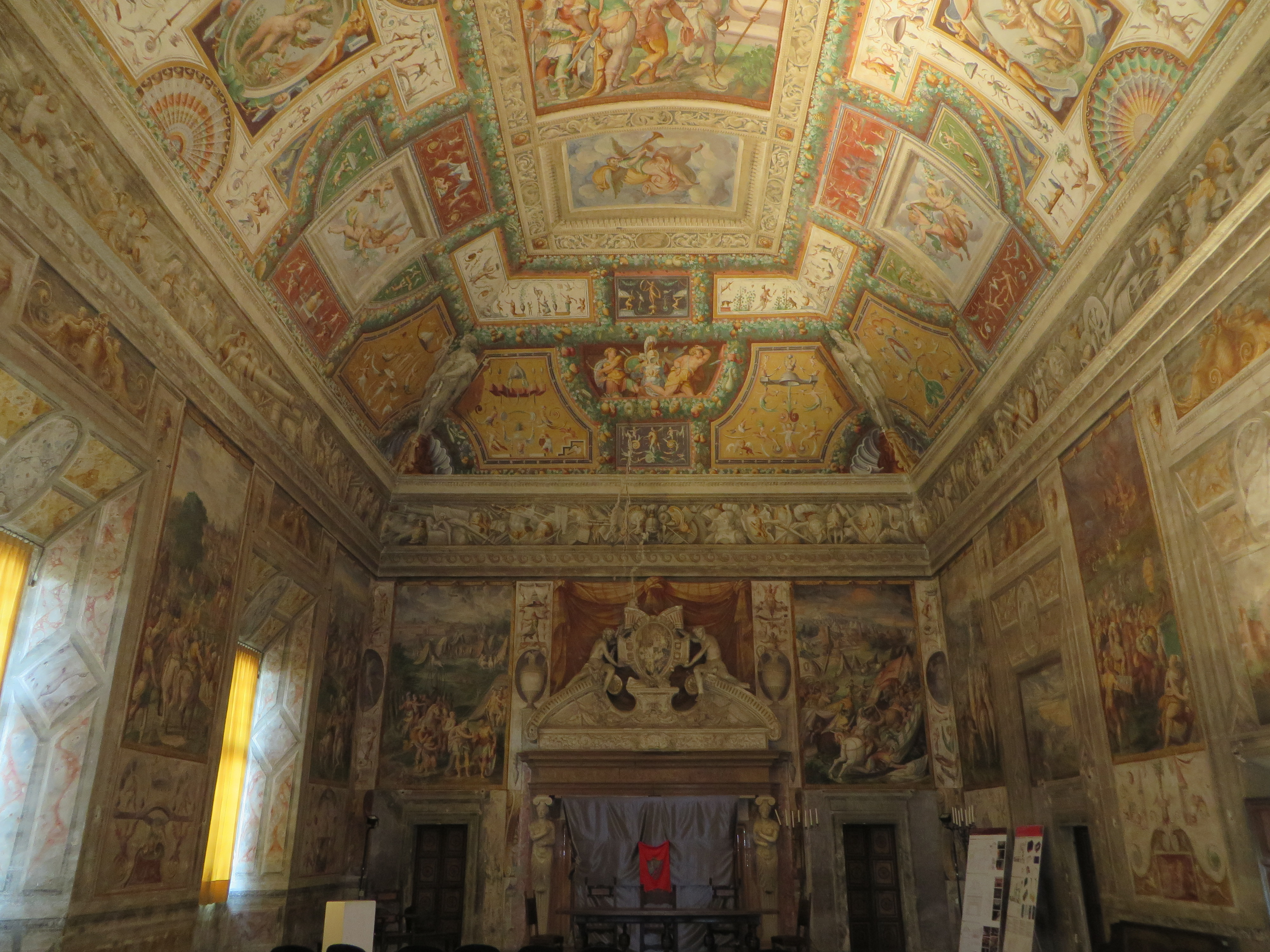
Sala della Gesta Rossiane in der Rocca dei Rossi in San Secondo Parmense: Eine Episode bezieht sich auf die Taten Ugolino de’ Rossis.

Wappen der Rossis von Parma.

Ugolino de’ Rossi (* um 1255; † nach 1307) war ein italienischer Condottiere und Podestà von Modena, Florenz, Lucca, Perugia, Mailand und Spoleto.

## Biografie
Der Sohn von Giacomo de’ Rossi und Enkel von Bernardo de’ Rossi war ein Soldat und Condottiere der guelfischen Partei, womit er in die Fußstapfen seines Großvaters und seines Vaters trat.
1278 war er Capitano del Popolo von Reggio und bekleidete später das Amt des Podestà für die guelfische Partei in verschiedenen Städten: 1282 war er Podestà von Lucca, 1283 von Perugia, 1285 von Mailand, 1286 von Modena und 1287 von Bologna.
1289 wurde er zum Podestà von Florenz gewählt und in diesem Amt nahm er an der Schlacht von Campaldino teil. In der Schlacht besiegten die Guelfen aus Florenz, in deren Reihen auch Dante Alighieri als Feditore diente, die Ghibellinen von Arezzo.
Für seine Rolle in der Schlacht wurde ihm die Ehre gewährt, nach Florenz mit „dem Pallium aus goldenem Tuch über dem Kopf“ einzuziehen. 1295, als er zum zweiten Mal das Amt des Podestà von Lucca übernommen hatte, wurde er von Papst Bonifatius VIII. vorgeladen, der ihm den Titel eines Senators von Rom verlieh.
1298 wurde er Podestà von Orvieto, 1302 ein drittes Mal Podestà von Lucca, 1303 von Perugia, dann wurde er 1304 nach Orvieto zurückgerufen und später übernahm er erneut das Amt in Perugia. 1305 wurde Ugolino de‘ Rossi von König Karl II. zum Regenten des großen Hofes des Vizekönigs von Neapel ernannt. Nach 1307 ist sein Verbleib nicht mehr dokumentiert.
Den Taten Ugolinos ließ Troilo II. de’ Rossi ein Fresko in der Sala delle Gesta Rossiane in der Rocca dei Rossi in San Secondo Parmense widmen:
- Ugolino ist abgebildet, wie er nach dem Sieg über das Heer von Arezzo in Campaldino und der Eroberung von 42 Burgen in Florenz, bedeckt mit dem Pallium aus goldenem Tuch über dem Kopf, einzieht.

## Verwandte
Mit seiner Gattin Elena Cavalcabò, die er 1282 heiratete, hatte Ugolino mindestens fünf Kinder:
- Stefano, von dem der Familienzweig der Rossis von Perugia abstammt, der 1794 ausstarb.[1]
- Buoso, Kanoniker des Domkapitels von Parma.
- Bernardo, dessen Sohn Ugolino zwei Töchter hatte, mit denen dieser Zweig des Hauses ausstarb.
- Rosso, Podestà verschiedener italienischer Städte.
- Andreasio, Podestà verschiedener italienischer Städte.

Die direkte dynastische Linie der Rossis war die der Nachfahren von Ugolino, aber dessen erstgeborener Sohn Bernardo hatte nur zwei Töchter: Gubitosa und Eleonora; um die Linie mit dem sekundären Zweig des Bruders von Ugolino, Guglielmo de’ Rossi zu stärken, wurde Eleonora mit dem Urenkel von Guglielmo, Bertrando de’ Rossi Junior, verheiratet.